# Canon EOS 600D
A Canon EOS 600D é uma câmera de 18.0 megapixels DSLR, lançada pela Canon em 7 de fevereiro de 2011. É conhecida como  EOS Kiss X5 no Japão e  EOS Rebel T3i nas Américas. A 600D é a segunda câmera Canon EOS com uma tela LCD articulada  substituindo a 550D, embora o modelo anterior não foi descontinuado até junho de 2012, quando a sucessor da 600D, o modelo 650D, foi anunciada.

## Lista de recursos
- Sensor de 18.0 megapixels APS-C
- Gravação de vídeo emFull HD 1080p  24/25/30 quadros/s
- Gravação de vídeo em HD 720p 50/60 frame/s
- DIGIC 4 processador de imagem
- 14-bit de capacidade do A/D.
- Modo de visualização ao vivo
- Possui flash incorporado e compatibilidade com o Speedlite sem fio.
- 9 pontos AF
- Quatro modos de medição, utilizando 63 zonas: pontual, parcial, central ponderada média, e de avaliação de medição.
- Sistema de limpeza integrado EOS
- Espaços de cores sRGB e Adobe RGB
- ISO 100-6,400 expansível 12,800
- Até 3,7 quadros/s (34 imagens (JPEG), 6 imagens (raw))
- Compatível com cartões SD, SDHCe SDXC
- Gravaçao simultanea em RAW e JPEG
- Suporte a Eye-Fi
- USB 2.0, interface HDMI
- Bateria LP-E8

## Vídeo
Tal como acontece com muitas DSLRs e ao contrário das câmeras SLT, a 600D não tem foco automático contínuo durante a filmagem; Para manter um objeto no foco, o usuário deve disparar o foco automático, como ao fotografar fotos ou acompanhar o movimento do motivo manualmente.

## Sucessora
A sucessora da Canon EOS 600D foi a Canon EOS 650D, equipada com o recém-desenvolvido sensor CMOS hybrid que habilita o AF em tempo integral durante o vídeo e modo de exibição ao vivo, incluindo também um display multi-touch móvel. O processador de imagem DIGIC V fornece 5 fps de velocidade de disparo contínua e permitiu a captura de imagens HDR com apenas um clique do botão do obturador. A Canon 650D também veio com um modo multi-frame NR e modo Handheld Night Scene. A DPReview elogiou sua tela de toque inovadora, mas também apontou que, no que diz respeito ao auto-foco no modo de exibição ao vivo a 650D ficou ainda muito atrás das novas câmeras mirrorless da Panasonic e Olympus, bem como da rival Nikon 1 ". 